# Eberhard von Mackensen
Eberhard von Mackensen, född den 24 september 1889 i Bromberg, Tyskland, död den 19 maj 1969, Neumünster, Schleswig-Holstein, var en tysk militär och son till fältmarskalk August von Mackensen.

## Biografi
Mackensen gick in i tyska armén 1908 och deltog i första världskriget som löjtnant. Efter att ha sårats 1915 överfördes han till stabsuppgifter. År 1919 gick han med i Freikorps och deltog i strider i Baltikum.
Efter vapenstilleståndet stannade han i tyska armén och hade 1934 stigit i rang till överste. Han utsågs 1935 till stabschef för 10:e armékåren och 1937 fick han befäl över en kavalleribrigad, befordrad till generalmajor 1939.
I början av andra världskriget var Mackensen stabschef i tyska 14:e armén vid invasionen i Polen i september 1939. Han blev senare stabschef i den 12:e armén vid strider i Frankrike och befordrades till generallöjtnant 1940. Två år senare fick han befälet över första pansararmén som han ledde i Tredje slaget vid Charkov i mars 1943.
År 1943 hade Mackensen befordrats till general och skickades till Italien som befälhavare över 14:e armén. Han avgick från aktiv tjänst sommaren 1944 och tilldelades då Riddarkorset av Järnkorset.
Efter den tyska kapitulationen 1945, blev Mackensen krigsfånge. År 1947 greps han anklagad som krigsförbrytare och dömdes till döden. Straffet omvandlades dock till 21 års fängelse, men han frisläpptes 1952.